# Berdýchiv
Berdichev (en ucraniano: Бердичів; en polaco: Berdyczów, en ruso: Берди́чев) es una ciudad de importancia regional del norte de Ucrania, ubicada 144 km al sudoeste de Kiev.  Actualmente ubicada en la óblast de Zhytómyr, formó previamente parte de la República Socialista Soviética de Ucrania, del Imperio ruso, de Polonia y de Lituania.  Es cuna de Joseph Conrad.

## Historia
En 1410, el Gran Duque de Lituania Vitautas el Grande concede los derechos sobre el área a Kalínik, el procurador de Putivl y Zvenígorod. Se cree que un sirviente suyo, llamado Bérdych, habría creado un jútor (un pequeño asentamiento cosaco) en el lugar, de cuyo nombre derivaría el nombre la ciudad, y que fue fundado en 1482.
En 1483, los tártaros de Crimea destruyeron el asentamiento. En 1546, durante la partición del Ducado entre Lituania y Polonia, la región, asignada a Lituania, fue entregada en propiedad al magnate lituano Tyszkiewicz. De acuerdo a la Unión de Lublin de 1569, la Volinia (región histórica a la que pertenecía Berdýchiv), constituía una provincia de la Mancomunidad de Polonia y Lituania.
Entre 1627 y 1642, se construye el convento fortificado de las monjas Carmelitas, bajo el auspicio de Janusz Tyszkiewicz Łohojski, siendo capturado y saqueado por los cosacos de Bogdán Jmelnitski en 1647. Suprimido en 1864, empero, a principios del siglo XXI alojaba una docena de monjas.
En 1764, Kazimierz Pułaski defendió la ciudad con sus 700 hombres, siendo rodeado por el Ejército Imperial Ruso, durante la Confederación de Bar. En aquellos años, la ciudad había experimentado un rápido desarrollo después que el rey Estanislao II Poniatowski, bajo la presión de la familia Radziwiłł, le concediera el inusual derecho de organizar 10 ferias al año. Esto convirtió a Berdichev en uno de los principales centros de comercio y finanzas de la Mancomunidad Lituano-Polaca, y más tarde del Imperio ruso, del que pasó a formar parte a partir de 1786, después de 25 días de sitio.  Rusia posteriormente entregó el feudo a los Radzivill.  En tiempo de los zares, se solía remitir judíos a Berdýchiv, lo que aumentó su población.
A finales del siglo XVIII, Berdichev se convirtió en un importante centro del jasidismo. A medida que la ciudad crecía, varios eruditos conocidos servían como rabinos allí, incluyendo a Lieber el Grande, José el Harif y el Tzadik Levi Yitzchok de Berdichev (el autor de la obra Kedushat Levi), quien vivió y enseñó allí hasta su muerte en 1809.
A partir de 1850, la actividad bancaria y financiera fue trasladada de Berdichev a Odesa (una importante ciudad portuaria del mar Negro) y la ciudad cayó en un periodo de decadencia y empobrecimiento; empero, siguió existiendo hasta el siglo XX una «élite ilustrada judía de Berdýchiv.»
Durante la Segunda Guerra Mundial, en 1941, luego de la invasión alemana a la Unión Soviética, la ciudad fue tomada por las tropas del 6.º Ejército alemán.  Establecióse en la ciudad una unidad de exterminio (Einsatzgruppen), instituyendo a continuación un gueto para recluir a la población judía sobreviviente. Dicho gueto de Berdýchiv fue liquidado pocos meses después, en octubre de 1941, siendo asesinados unos 20 000 o 30 000 judíos en Berdýchiv; entre ellos, la hermana de Vasili Grossman y su madre Yekaterina Savélievna, a quien Grossman dedicó su obra. No todas las ejecuciones fueron por fusilamiento: hubo gente sin saber nadar arrojada a un río en las inmediaciones de Berdichev.  En total, se estima en 35 000 el número total de personas asesinadas en Berdichev.

## Economía
Los recursos económicos de Berdichev a fines del siglo XX incluían yacimientos de turba, un cruce de caminos de ferrocarriles, e industrias de construcción de maquinaria, de peletería, y alimentaria, incluyendo fábrica de curtidos y refinería azucarera.  Contaba la ciudad con escuelas técnicas. En el siglo XIX había cinco compañías cerveceras en Berdichev; después la Segunda Guerra Mundial, una, y desde principios del siglo XXI, dos.

## Geografía
Berdichev se encuentra a 190 kilómetros al poniente de Kiev.

## Demografía

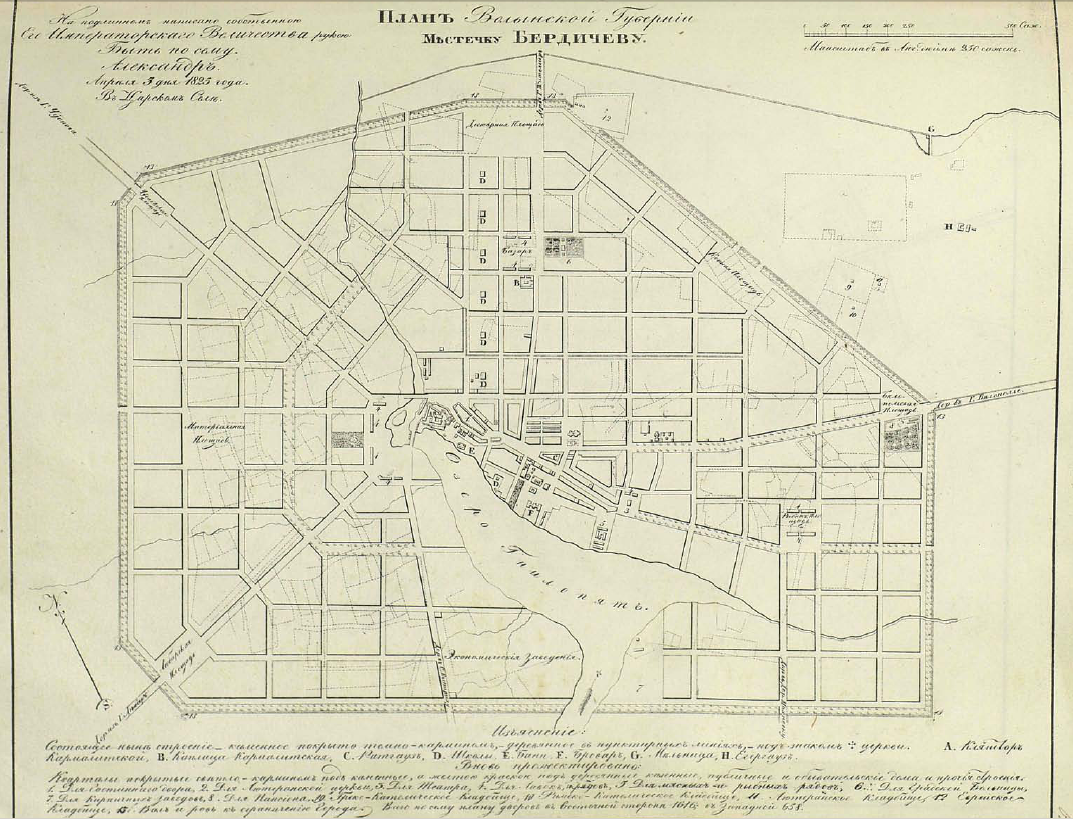
Plano de Berdichev de 1825.

En términos generales, la evolución de la población de la ciudad muestra un progresivo incremento demográfico hasta 1989. A partir de entonces la población de Berdichev comenzó a decrecer; en 2022 se estimaba la población del municipio en 75 000.  Si bien históricamente era una ciudad con una alta concentración de población judía, esta fue virtualmente exterminada durante la Segunda Guerra Mundial. Si bien, dicho volumen se recuperó luego de la guerra, a partir de 1991 con la caída de la Unión Soviética la mayor parte de ellos emigraron a Israel.

### Evolución de la población
- 1847: ?      (23.160 judíos)
- 1867:	52.563 (41.617 judíos)
- 1926:	50,554 (65% judíos, 15% ucranios, 10% rusos, 7% polacos, 3% otros)[25]
- 1946: ?      ( 6.000 judíos)
- 1972: 77.000 (15.000 judíos)
- 1989: 92.000 ( ?     judíos)
- 2001: 88.000 ( 1.000 judíos]
- 2022: 75,000[23] (300 judíos)[26]

## Cultura
Uno de los sitios de culto sagrados más famosos de Berdichev es el santuario  de los Carmelitas Descalzos, que aloja a una virgen con escapulario —la Virgen del Carmen— quien es la patrona de todos los católicos de la Ucrania.  Un Museo de Historia se encuentra en el convento de las Carmelitas Descalzas, mantenido a principios del siglo XXI por una docena de monjas polacas.
La iglesia de Santa Bárbara en Berdichev es notable por haber sido sitio del matrimonio de Honoré de Balzac con Ewelina Hańska en 1850.
El cementerio judío de Berdichev aloja la tumba de Levi Yitzchok de Berdichev, destino de peregrinaje, a principios del siglo XX de hasta 100 000 judíos cada año.
Los soviéticos convirtieron el notable palacio de los Radzivill en hospital.

## Nacidos en Berdichev
- Joseph Conrad nació en Berdichev[33] el 3 de diciembre de 1857, entonces Imperio ruso.
- Vasili Grossman, autor de Vida y destino, nació en Berdichev en 1905.[34]
- John Demjanjuk (1920-2012).[35]
- Raquel Liberman,[36] (1900-1935), mujer judía que escapó de Berdichev y cayó en la red judía de prostitución Zwi Migdal, en Argentina
- Vladimir Horowitz;[37] su nacimiento en Berdichev es sujeto de debate.[nota 1]

## Berdichev en la ficción
• La telenovela Argentina, tierra de amor y venganza del 2019 ficcionaliza a Ruchla Laja Liberman, prostituta porteña, nacida en Berdichev en 1900, y en cuyo honor se colocó una placa en el Cementerio de Avellaneda.
• La novela La Polaca de Myrtha Schalom (Grupo Editorial Norma, Buenos Aires, 2003) noveliza la historia de Ruchla Laja Liberman, inmigrante de Berdýchiv.  "Polaca" denotaba en el argot porteño de la época a las prostitutas judías.
• La película La última carta (2002) de Frederick Wiseman versa sobre la última carta que una mujer de Berdichev escribe a su hijo, y es la dramatización del capítulo 18 de la novela Vida y destino.
• En la novela Para siempre en mi memoria de Sonia Guralnik (Ediciones B, Santiago, 2000), Amalia vende telas en la feria de Berdýchiv.
• La película Komissar (1967) se basa en En la ciudad de Berdýchiv de Vasili Grossman.
• Berdýchiv es la "protagonista" de la novela La familia Máshber, (1939 y 1948) la obra maestra de Der Níster (pseudónimo de Pinjas Kahanóvych, nacido en Berdýchiv)
• El cuento En la ciudad de Berdichev (1934), de Vasili Grossman.
• En el drama teatral de 1900-1901, Las tres hermanas, de Antón Chéjov, tanto Chebutikin como Irina destacan las bodas de Balzac en Berdýchiv.